# لاكي لوك (رسوم متحركة)
لاكي لوك مسلسل رسوم متحركة فرنسي وهو مقتبس من سلسلة القصص المصورة للاكي لوك انتج عام 1983 ويتكون من 52 حلقة وتمت دبلجة المسلسل للغة العربية .

## روابط خارجية
- Lucky Luke official site album index (بالفرنسية)
- Goscinny website on Lucky Luke(بالفرنسية)